# 南苏丹护照
南蘇丹護照是南蘇丹政府發行給該國公民的國際旅行證件。南蘇丹共和國於2012年1月開始發行被國際承認的電子護照。這些護照於2012年1月3日由總統薩爾瓦·基爾·馬亞爾迪特於首都朱巴的一場儀式上發出。新護照的有效期限為五年。
根据2025年1月8日发布的亨利护照指数，南苏丹护照可免签证、落地签证或电子签证入境44个国家和地区，位居世界第96，与斯里兰卡、伊朗护照并列。